# Arnaud Boisset
Arnaud Boisset (* 8. Mai 1998) ist ein Schweizer Skirennfahrer. Er ist auf die Disziplinen Abfahrt und Super-G spezialisiert.

## Biografie
Boisset stammt aus Martigny im Kanton Wallis. Als 16-Jähriger begann er im November 2014 an FIS-Rennen teilzunehmen. Ein Jahr später gelangte er über das nationale Leistungszentrum West in den C-Kader von Swiss-Ski, wobei er zunächst in allen Disziplinen an den Start ging. Neben dem Skifahren legte er auch Wert auf die Ausbildung: Er schloss die Matura ab und erlangte 2022 den Bachelor in Wirtschaft und Management. Seine ersten Einsätze im Europacup hatte er im Januar 2016, die ersten Platzierungen in den Punkterängen liessen jedoch zwei weitere Jahre auf sich warten. Nochmals ein Jahr später, am 29. Januar 2019, gelang ihm die erste Europacup-Podestplatzierung mit Platz 3 in der Abfahrt von Chamonix. 2018 und 2019 nahm Boisset an den Juniorenweltmeisterschaften teil, wobei ein sechster Platz sein bestes Ergebnis war. Er war auch Teilnehmer der Winter-Universiade 2019 in Krasnojarsk und klassierte sich sowohl in der Kombination als auch im Super-G als Fünfter.
Nach einem weiteren dritten Platz zu Beginn der Europacupsaison 2019/20 stürzte Boisset Ende Januar 2020 in der Europacup-Abfahrt von Orcières und erlitt dabei einen Kreuzbandriss im rechten Knie. Bereits ein Jahr später folgte eine weitere Podestplatzierung. Besonders erfolgreich verlief die Europacupsaison 2022/23. Sein erster Sieg auf dieser Stufe gelang ihm am 15. Januar 2023 im Super-G von Garmisch-Partenkirchen, den zweiten liess er zwei Monate später in Narvik folgen. Mit insgesamt vier Podestplätzen gewann er die Super-G-Disziplinenwertung und sicherte sich dadurch einen Fixstartplatz für die kommende Weltcupsaison. Boisset konnte sich im Weltcup sofort etablieren. Bei seinem Debüt im Super-G von Gröden am 15. Dezember 2023 holte er mit Platz 19 sogleich Weltcuppunkte. Nach mehreren guten Ergebnissen fuhr er am 19. Januar 2024 in der Abfahrt von Kitzbühel erstmals unter die besten zehn und klassierte sich als Neunter: Mit der Startnummer 53 war er zuvor wegen eines Zwischenfalls mit einem Pistenarbeiter abgewunken worden und musste seinen Lauf wiederholen. Beim Weltcupfinale in Saalbach-Hinterglemm fuhr er am 22. März 2024 im Super-G auf den dritten Platz und erzielte damit seine erste Weltcup-Podestplatzierung.
Boisset brach seine Teilnahme am Weltcup in der Saison 2024/25 nach drei Stürzen auf den Abfahrtsstrecken von Beaver Creek, Kitzbühel und Crans-Montana am 24. Februar vorzeitig ab.

## Erfolge

### Weltcup
- 4 Platzierungen unter den besten zehn, davon 1 Podestplatz

### Weltcupwertungen
| Saison  | Gesamt | Gesamt | Abfahrt | Abfahrt | Super-G | Super-G |
| Saison  | Platz  | Punkte | Platz   | Punkte  | Platz   | Punkte  |
| ------- | ------ | ------ | ------- | ------- | ------- | ------- |
| 2023/24 | 35.    | 239    | 33.     | 56      | 11.     | 183     |

### Europacup
- Saison 2020/21: 8. Super-G-Wertung
- Saison 2022/23: 3. Gesamtwertung, 1. Super-G-Wertung
- 8 Podestplätze, davon 3 Siege:

| Datum           | Ort                    | Land        | Disziplin |
| --------------- | ---------------------- | ----------- | --------- |
| 15. Januar 2023 | Garmisch-Partenkirchen | Deutschland | Super-G   |
| 19. März 2023   | Narvik                 | Norwegen    | Super-G   |
| 8. März 2024    | Verbier                | Schweiz     | Super-G   |

### Juniorenweltmeisterschaften
- Davos 2018: 6. Kombination, 11. Abfahrt, 12. Slalom, 14. Riesenslalom
- Fassatal 2019: 7. Super-G, 12. Abfahrt, 15. Kombination

### Weitere Erfolge
- 3 Siege in FIS-Rennen
- Winter-Universiade 2019: 5. Kombination, 5. Super-G, 16. Slalom